# Ręka Oberona
Ręka Oberona (tyt. oryg. The Hand of Oberon) – czwarta część Kronik Amberu autorstwa Rogera Zelazny’ego, opublikowana pierwotnie w Stanach Zjednoczonych przez wydawnictwo Doubleday w 1976 r. (ISBN 0-385-08541-9).
W Polsce wydana w 1995 roku w tłumaczeniu Piotra W. Cholewy (ISBN 83-207-1415-X), a następnie w 2000 r. przez Zysk i S-ka (ISBN 83-7150-650-3).

## Fabuła
Corwin odnajduje prawdziwy Amber. Uszkodzenie pierwotnego Wzorca okazuje się być źródłem Czarnej Drogi. By naprawić Wzorzec potrzebny jest Klejnot Wszechmocy, który pozostawił na Cieniu Ziemi.
Corwin, w mieście na niebie Tir na Nog’th, zdobywa oprócz zbiorów znaków i wróżb, także mechaniczną rękę, która odgrywa znaczącą rolę na końcu książki, łącznie z Klejnotem Wszechmocy.